# 田原 (女優)
田 原（ティエン・ユエン、ティアン・ユアン、Tian,Yuan、1985年3月30日 - ）は中華人民共和国のアーティスト、俳優、小説家。身長165cm。
2001年6月、16歳の時にバンド"跳房子（Hopscotch）"のメインボーカリストを担当した。2002年6月にアルバム『A Wishful Way』をリリース。同年、小説家としてのデビュー作『斑馬森林』を発表。2004年に『蝴蝶 羽化する官能』で映画初出演。第24回香港電影金像奨で最優秀新人賞を獲得した。

## 日本語訳作品
単行本
- 水の彼方 Double Mono （泉京鹿翻訳、講談社、2009年6月） - 『双生水莽』（2007年）の邦訳

雑誌掲載
- いるかホテル （泉京鹿翻訳、『早稲田文学』5号、2012年9月）

## 小説作品リスト
- 2002年10月『斑马森林』（斑馬森林）
- 2007年4月『双生水莽』
- 2009年12月『一豆七蔻』

## 出演作品
映画
- 蝴蝶 羽化する官能（2004年）
- 八月の物語(2006年)
- 東京に来たばかり（2012年）
- メモリー First Time（2012年）
- 黄金時代（2014年）
- 不倫する水面（2023年）